# Arquidiocese de São Salvador da Bahia
A Arquidiocese de São Salvador da Bahia (em latim: Archidioecesis Sancti Salvatoris in Brasilia) é uma circunscrição eclesiástica da Igreja Católica no Brasil. É a sé metropolitana da província eclesiástica de mesmo nome e a Sé Primacial do Brasil. Pertence ao Conselho Episcopal Regional Nordeste III da Conferência Nacional dos Bispos do Brasil. Foi a primeira Diocese do Brasil e uma das mais antigas das Américas. 
Foi elevada a arquidiocese em 1676. Quando elevada foi, durante mais de duzentos anos, até 1892 (com a criação das dioceses de Niterói, Curitiba, Manaus, Paraíba), a maior arquidiocese do mundo em área. Também sua província eclesiástica foi a maior do mundo em área até 1892, com a elevação da Diocese do Rio de Janeiro a arquidiocese e, assim, o estabelecimento de uma segunda província eclesiástica no Brasil, na parte mais meridional do país.
No âmbito da arquidiocese estão erigidas quatro Basílicas: Basílica Santuário do Senhor Bom Jesus do Bonfim, Basílica Santuário de Nossa Senhora da Conceição da Praia, Basílica Arquiabacial de São Sebastião e a Catedral Basílica de São Salvador. A Arquidiocese possui ainda em seu território outros importantes santuários como a Igreja e Abadia de Nossa Senhora da Graça (primeiro Santuário Mariano do Brasil), a Igreja e Convento de São Raimundo (Santuário de Adoração Perpétua ao Santíssimo Sacramento), a Igreja e Convento da Piedade (Santuário Arquidiocesano de Nossa Senhora da Piedade) o Santuário de Cristo Rei e São Judas Tadeu, São Lázaro, Nossa Senhora Educadora, Nossa Senhora Auxiliadora, Nossa Senhora de Fátima, Santo Antônio da Barra, Santo Antônio de Santana Galvão (no município de Cachoeira), dentre outros.
Em 13 de outubro de 2019, passou a contar com mais um santuário. Após a canonização da Beata Dulce dos Pobres (a primeira santa brasileira), a Igreja da Imaculada Conceição da Mãe de Deus foi renomeado Santuário Dulce dos Pobres, no Largo de Roma, em Salvador.
Sua sé arquiepiscopal é a Catedral Basílica de São Salvador. Apesar de ser a catedral dedicada a Jesus Cristo sob o título de São Salvador do Mundo e com festa em 6 de agosto, não é ele o padroeiro da cidade, mesmo esta levando seu nome. Por decreto papal de 10 de maio de 1686 o padroeiro da cidade do Salvador é São Francisco Xavier. Sua festa se celebra todo ano nesta mesma data com uma procissão.

## Histórico

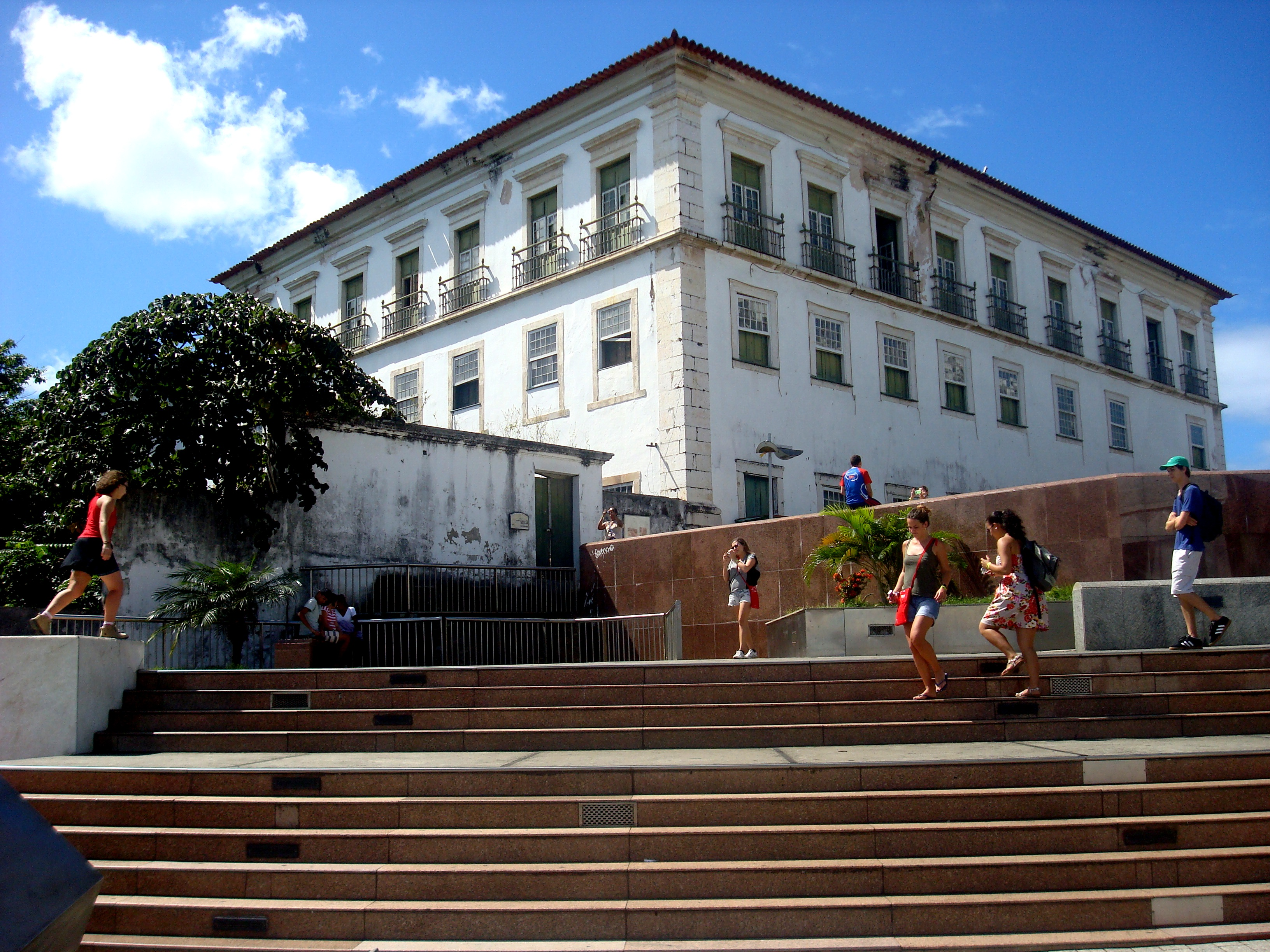
Palácio Arquiepiscopal visto do Monumento da Cruz Caída

A diocese de São Salvador da Bahia foi criada em 25 de fevereiro de 1551 pelo Papa Júlio III, por meio da bula Super specula militantis Ecclesiae, com área desmembrada da Arquidiocese do Funchal. Em 3 de julho desse mesmo ano, tornou-se sufragânea da Sé Metropolitana de Lisboa.
Em 19 de julho de 1575 cede uma parte do seu território em vantagem da ereção da prelatura territorial de São Sebastião do Rio de Janeiro (atualmente arquidiocese) e em 1614 cede outra parte para a criação da prelatura territorial do Pernambuco, atual arquidiocese de Olinda e Recife.[carece de fontes?]
Em 1676, o Rei Dom Pedro II fez uma petição ao Papa Inocêncio XI, para elevar à dignidade de arquidiocese a então Diocese de São Salvador da Bahia de Todos os Santos, com a distinção de metrópole-primaz do Brasil. No dia 16 de novembro de 1676, o Papa Inocêncio XI, pela bula Inter Pastoralis Officii Curas, elevou-a a arquidiocese e Sé Metropolitana Primacial, tendo como suas sufragâneas as dioceses de Olinda e São Sebastião do Rio de Janeiro. A partir dessa data e até 13 de janeiro de 1844 os arcebispos de São Salvador da Bahia exerceram a sua jurisdição metropolítica também sobre as dioceses africanas de São Tomé e Angola e Congo (hoje Arquidiocese de Luanda). A Diocese de São Luís do Maranhão, também criada a partir do desmembramento da Diocese de Olinda, ficaria subordinada diretamente à Sé lisboeta.[carece de fontes?]
Em 1707 o arcebispo Sebastião Monteiro da Vide convocou o primeiro sínodo da igreja na Bahia, cujas Constituições Primeiras do Arcebispado da Bahia representam um dos documentos religiosos mais importantes do período colonial brasileiro. O arcebispo deu início à construção do Palácio Arquiepiscopal de Salvador.[carece de fontes?]

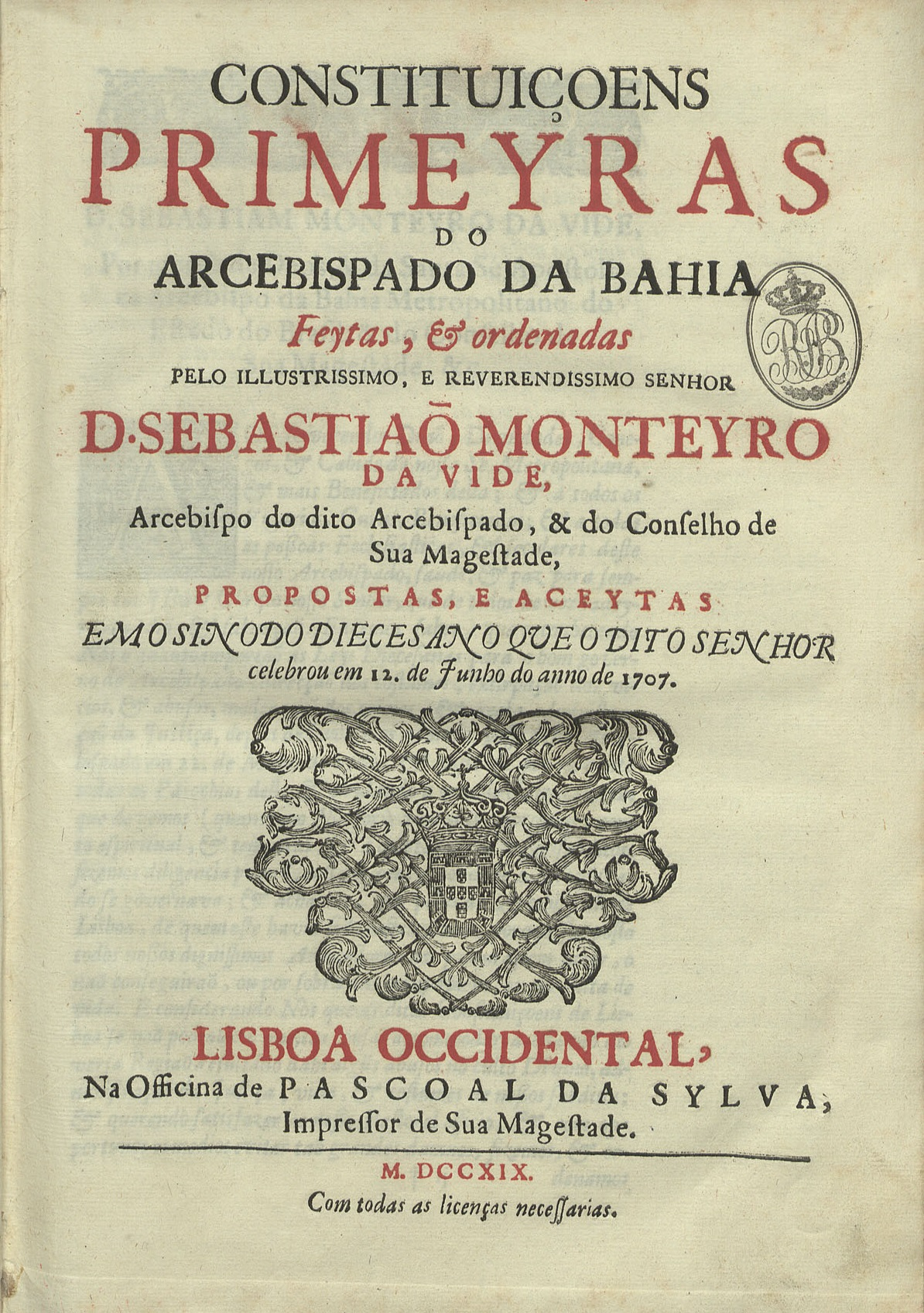
As Constituições Primeiras do Arcebispado da Bahia foi o mais amplo código do gênero aplicado ao Brasil e vigorou por mais de dois séculos.

A arquidiocese, a primeira e maior do Brasil, cedeu muitas vezes partes de seu território para a criação de novas dioceses: a diocese de Diamantina (hoje arquidiocese) em 6 de junho de 1854; a diocese de Aracaju (hoje arquidiocese) em 3 de janeiro de 1910; a diocese de Barra, de Caetité e de Ilhéus em 20 de outubro de 1913; a diocese de Bonfim em 6 de abril de 1933; a diocese de Amargosa em 10 de maio de 1941; a diocese de Ruy Barbosa em 14 de novembro de 1959; a diocese de Feira de Santana (atualmente arquidiocese) em 21 de julho de 1962; a diocese de Alagoinhas em 28 de outubro de 1974, a diocese de Camaçari em 15 de dezembro de 2010 e a Diocese de Cruz das Almas em 22 de novembro de 2017.[carece de fontes?]

## Santos nesta arquidiocese
Na Arquidiocese da Salvador, estiveram, viveram ou nasceram, muitos religiosos com fama de santidade, alguns já canonizados. O Apóstolo do Brasil, São José de Anchieta, nascido em 1534, nas Ilhas Canárias, desembarcou em Salvador em 1553, quando veio ao Brasil como missionário jesuíta, e nesta cidade foi ordenado sacerdote em 1566. Estiveram em Salvador no período das grandes viagens missionárias, São João de Brito, que permaneceu por um tempo no Colégio dos Jesuítas e anos depois foi martirizado na índia, Santo André de Soveral martirizado no Rio Grande do Norte, Beato Inácio de Azevedo, martirizado em alto-mar juntamente com outros missionários jesuítas por protestantes holandeses, os Santos Afonso Rodrigues e  João de Castilho, martirizados no Rio Grande do Sul, dentre outros missionários martirizados na Índia, China e Japão entre os séculos XVII e XVIII e que são hoje santos ou beatos.
Também entre os séculos XVII e XVIII, a arquidiocese gerou religiosos e religiosas com fama de santos como o padre João de Paiva (jesuíta) falecido em 1681, o padre Francisco de Mendonça Mar, ordenado sacerdote em 1706 e fundador do Santuário do Bom Jesus da Lapa, a Madre Vitória da Encarnação, monja clarissa do Convento de Santa Clara do Desterro, falecida em 1715, e a Madre Maria da Soledade, falecida em 1719, ambas naturais de Salvador. E ainda do Convento do Desterro a Madre Margarida da Coluna, natural da cidade de Cairu e falecida em 1743. Entre os anos de 1752 e 1756, estudou no Colégio de Belém, no município de Cachoeira, Antônio de Sant’Ana Galvão, nascido em Guaratinguetá, que depois entrou para a Ordem Franciscana e ficou conhecido como Frei Galvão, primeiro brasileiro canonizado.
É natural desta cidade a Santa Dulce dos Pobres, conhecida mundialmente pelo seu trabalho em favor dos pobres e doentes, falecida em 1992. Viveu em Salvador a Beata Lindalva Justo de Oliveira, Filha da Caridade de São Vicente de Paulo, nascida em Assu, no Rio Grande do Norte e martirizada em 1993. Seus restos mortais encontram-se na Capela das Relíquias a ela dedicada, no bairro dos Barris. Esteve em Salvador por duas vezes o papa São João Paulo II: a primeira no ano de 1980 e a segunda em 1991, quando visitou a Santa Dulce dos Pobres, em seu leito de enferma. Também esteve por duas vezes nesta cidade a Santa Teresa de Calcutá, em 1979, quando criou a Creche das Irmãs Missionárias da Caridade, e pela última vez em 1982.

## Demografia e paróquias
Em 2004, antes da separação da diocese de Camaçari, contava com uma população aproximada de 3,5 milhões de habitantes, com 70,4% de católicos. O território da diocese é de 6 241 km2, organizado em 121 paróquias.
A área da Arquidiocese abrange os municípios de Itaparica, Lauro de Freitas, Salinas da Margarida, Salvador e Vera Cruz.
Os municípios de Camaçari, Candeias, Dias d'Ávila, Madre de Deus, São Francisco do Conde, São Sebastião do Passé, Simões Filho e Terra Nova fizeram parte da arquidiocese até 15 de dezembro de 2010, quando passaram a fazer parte da recém-criada Diocese de Camaçari.
As cidades de Cabaceiras do Paraguaçu, Cachoeira, Cruz das Almas, Governador Mangabeira, Maragogipe, Muritiba, Santo Amaro, São Félix, Sapeaçu e Saubara fizeram parte da arquidiocese até 22 de novembro de 2017, quando passaram a fazer parte da recém-criada Diocese de Cruz das Almas.

## Prelados

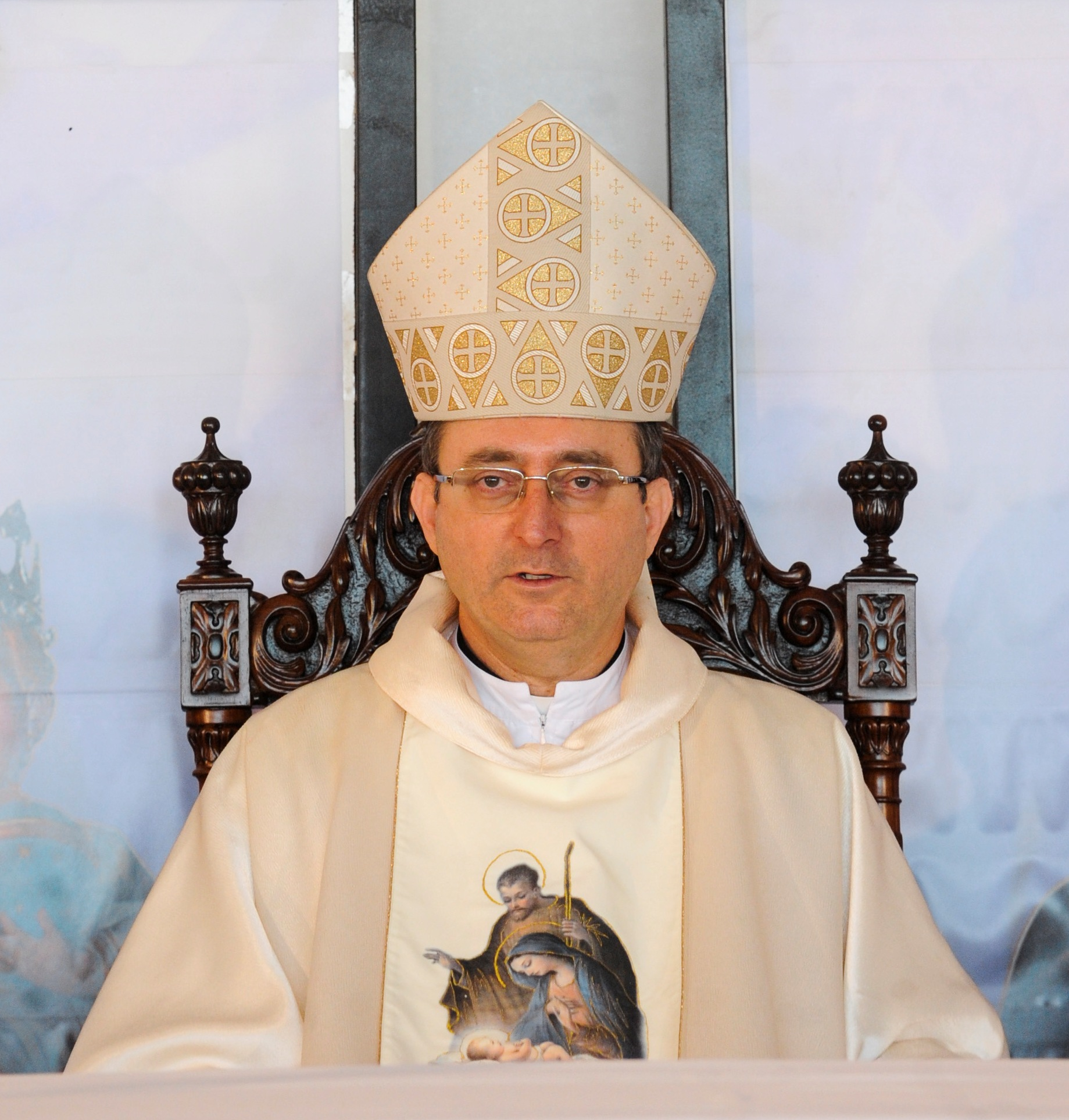
Dom Sérgio da Rocha, Cardeal arcebispo de São Salvador da Bahia, Primaz do Brasil.

Desde a sua criação, sucederam-se oito bispos e 27 arcebispos, além de dois arcebispos coadjutores, dezessete bispos auxiliares e um Administrador apostólico.
|                        | Nome                                              | Período     | Notas                                             |
| Arcebispos             | Arcebispos                                        | Arcebispos  | Arcebispos                                        |
| ---------------------- | ------------------------------------------------- | ----------- | ------------------------------------------------- |
| 28º                    | Sérgio Cardeal da Rocha                           | 2020-       | Arcebispo Metropolitano                           |
| 27º                    | Murilo Sebastião Ramos Krieger, S.C.J.            | 2011-2020   | Arcebispo Emérito                                 |
| 26º                    | Geraldo Majella Cardeal Agnelo                    | 1999-2011   |                                                   |
| 25º                    | Lucas Cardeal Moreira Neves, O.P.                 | 1987-1998   | Nomeado Prefeito da Congregação para os Bispos    |
| 24º                    | Avelar Cardeal Brandão Vilela                     | 1971-1986   | Faleceu no Cargo                                  |
| 23º                    | Eugênio Cardeal de Araújo Sales                   | 1968-1971   | Nomeado Arcebispo do Rio de Janeiro               |
| 22º                    | Augusto Álvaro Cardeal da Silva                   | 1924-1968   | Faleceu no Cargo                                  |
| 21º                    | Jerônimo Tomé da Silva                            | 1893-1924   | Faleceu no Cargo                                  |
| 20º                    | Antônio de Macedo Costa                           | 1890        | Faleceu antes da posse.                           |
| 19º                    | Luís Antônio dos Santos                           | 1879-1890   |                                                   |
| 18º                    | Joaquim Gonçalves de Azevedo                      | 1876-1879   |                                                   |
| 17º                    | Manuel Joaquim da Silveira                        | 1861-1874   |                                                   |
| 16º                    | Romualdo Antônio de Seixas                        | 1827-1860   |                                                   |
| 15º                    | Vicente da Soledade e Castro, O.S.B.              | 1819-1823   |                                                   |
| 14º                    | Francisco de São Dâmaso Abreu Vieira, O.F.M.      | 1814-1816   |                                                   |
| 13º                    | José de Santa Escolástica Álvares Pereira, O.S.B. | 1803-1814   |                                                   |
| 12º                    | Antônio Correia, O.S.A.                           | 1779-1802   |                                                   |
| 11º                    | Antônio de São José Moura Marinho, O.S.A.         | 1778        | Faleceu antes da posse.                           |
| 10º                    | Joaquim Borges de Figueiroa                       | 1772-1778   |                                                   |
| 9º                     | Manuel de Santa Inês Ferreira, O.C.D.             | 1771        |                                                   |
| 8º                     | José Botelho de Matos                             | 1741-1760   |                                                   |
| 7º                     | José Fialho, O.Cist.                              | 1738-1739   | Nomeado Arcebispo de Guarda                       |
| 6º                     | Luís Álvares de Figueiredo                        | 1725-1735   |                                                   |
| 5º                     | Sebastião Monteiro da Vide, S.J.                  | 1701-1722   |                                                   |
| 4º                     | João Franco de Oliveira                           | 1691-1700   | Nomeado Bispo de Miranda                          |
| 3º                     | Manuel da Ressurreição, O.F.M.                    | 1686-1691   |                                                   |
| 2º                     | João da Madre de Deus Araújo, O.F.M.              | 1682-1686   |                                                   |
| 1º                     | Gaspar Barata de Mendonça                         | 1676-1682   |                                                   |
| Arcebispos-coadjutores |                                                   |             |                                                   |
|                        | João de Sousa Lima, O.Cist.                       | 1980-1981   | Arcebispo coadjutor.                              |
|                        | Mário de Miranda Vilas-Boas                       | 1956-1959   | Nomeado arcebispo da Paraíba                      |
| Bispos                 |                                                   |             |                                                   |
| 8º                     | Estêvão dos Santos Carneiro de Morais             | 1670-1672   |                                                   |
| 7º                     | Pedro da Silva Sampaio                            | 1632-1649   |                                                   |
| 6º                     | Miguel Pereira                                    | 1626-1630   | Governou por meio de seu procurador.              |
| 5º                     | Marcos Teixeira de Mendonça                       | 1621-1624   |                                                   |
| 4º                     | Constantino Barradas                              | 1602-1618   |                                                   |
| 3º                     | Antônio Barreiros, O.Cist.                        | 1575-1600   |                                                   |
| 2º                     | Pedro Leitão                                      | 1558-1573   |                                                   |
| 1º                     | Pedro Fernandes Sardinha                          | 1552-1556   | Primeiro bispo do Brasil.                         |
| Bispos auxiliares      |                                                   |             |                                                   |
| -                      | Gabriel dos Santos Filho                          | 2025 -      | Atual                                             |
| -                      | Gilvan Pereira Rodrigues                          | 2025 -      | Atual                                             |
| -                      | Valter Magno de Carvalho                          | 2020 - 2025 | Nomeado Bispo de Ituiutaba                        |
| -                      | Dorival Souza Barreto Júnior                      | 2020 - 2025 | Nomeado Bispo de Januária                         |
| -                      | Hélio Pereira dos Santos                          | 2016 - 2020 | Nomeado Bispo coadjutor de Serrinha               |
| -                      | Estevam dos Santos Silva Filho                    | 2014 - 2020 | Nomeado Bispo de Ruy Barbosa                      |
| -                      | Marco Eugênio Galrão Leite de Almeida             | 2013-       | Atual Bispo Auxiliar                              |
| -                      | Giovanni Crippa, I.M.C.                           | 2012-2014   | Nomeado bispo de Estância                         |
| -                      | Gilson Andrade da Silva                           | 2011 -2018  | Nomeado Bispo-coadjutor de Nova Iguaçu            |
| -                      | Gregório Paixão, O.S.B.                           | 2006- 2012  | Nomeado Bispo de Petrópolis                       |
| -                      | Josafá Menezes da Silva                           | 2005-2010   | Nomeado Bispo de Barreiras                        |
| -                      | João Carlos Petrini                               | 2005-2010   | Nomeado Bispo de Camaçari                         |
| -                      | Dominique Marie Jean Denis You                    | 2002-2006   | Nomeado Bispo de Santíssima Conceição do Araguaia |
| -                      | Walmor Oliveira de Azevedo                        | 1998-2004   | Nomeado Arcebispo de Belo Horizonte               |
| -                      | Gílio Felício                                     | 1998-2002   | Nomeado Bispo de Bagé                             |
| -                      | José Carlos Melo, C.M.                            | 1991-2000   | Nomeado Arcebispo-coajutor de Maceió              |
| -                      | José Antônio Aparecido Tosi Marques               | 1991-1999   | Nomeado Arcebispo de Fortaleza                    |
| -                      | Carlos José Boaventura Kloppenburg, O.F.M.        | 1982-1986   | Nomeado Bispo de Novo Hamburgo                    |
| -                      | Ângelo Domingos Salvador, O.F.M.Cap.              | 1981-1986   | Nomeado Bispo de Coxim                            |
| -                      | Tomás Guilherme Murphy, C.Ss.R.                   | 1973-1995   | Bispo Auxiliar.                                   |
| -                      | Valfredo Bernardo Tepe, O.F.M.                    | 1967-1971   | Nomeado Bispo de Ilhéus                           |
| -                      | Eugênio de Araújo Sales                           | 1964-1968   | Elevado a Arcebispo                               |
| -                      | Adriano Mandarino Hypólito, O.F.M.                | 1962-1966   | Nomeado Bispo de Nova Iguaçu                      |
| -                      | Walfrido Teixeira Vieira                          | 1961-1965   | Nomeado Bispo de Sobral                           |
| -                      | José Terceiro de Sousa                            | 1955-1957   | Nomeado Bispo de Penedo                           |
| -                      | Antônio de Mendonça Monteiro                      | 1950-1957   | Nomeado Bispo de Bonfim                           |
| -                      | Manuel dos Santos Pereira                         | 1890-1893   | Nomeado Bispo de Olinda                           |